# 海底二万哩
『海底二万哩』（かいていにまんマイル、原題：20000 Leagues Under the Sea）は、1954年のアメリカ映画。ジュール・ヴェルヌのSF小説『海底二万里』をウォルト・ディズニーが映画化した作品。
日本におけるBVHE版から発売されたソフトは『海底2万マイル』、ポニー・バンダイ版から発売されたビデオは『海底20000マイル』のタイトルで発売されている。
さらに東京ディズニーシーには、この映画をモチーフとした同名のアトラクションがある。

## ストーリー
1868年、世界各地の海で船舶が謎の怪物に襲われ沈没する事件が相次いだ。船乗りたちは怪物を怖がり出港を拒み、港には出港できない船と乗客が溢れていた。出港できずに途方に暮れていた海洋学者アロナックス教授の元をアメリカ政府の役人ハワードが訪れ、怪物の正体を調査する軍艦への乗艦を依頼する。アロナックスは助手のコンセイユと共に調査艦に乗り込むが、3か月間の調査にもかかわらず怪物は発見できず、元々怪物の存在に懐疑的だったファラガット艦長は調査の打ち切りを決定する。その夜、調査艦の近くを航行していた船が爆発を起こし、怪物が姿を現す。ファラガット艦長は攻撃を命令するが、怪物に体当たりされ調査艦は沈没し、アロナックスとコンセイユ、銛打ちの名手ネッドの3人は海に投げ出されてしまう。
3人は海を漂流した後、怪物こと潜水艦ノーチラス号に辿り着き、艦を操るネモ艦長に捕えられてしまう。ネモ船長は海洋学者のアロナックスに興味を持ち歓待し、アロナックスも高度な技術を持ち、海底で自給自足の生活を送るネモを人類の未来に貢献する人物として興味を持つ。ネモはアロナックスをとある島に連れて行き、火薬の原料・硝酸塩を運び出すために強制労働を強いられている人々を見せ、「かつて、自分もこの島の奴隷だった」と告げ、硝酸塩を積載した運搬船を撃沈する。一方、ネッドは自由を求めノーチラス号からの脱出を目指し、アロナックスの身を案じるコンセイユも彼に同調する。2人はアロナックスの日誌から、ネモの根拠地がバルケニアという孤島であることを知り、バルケニア島の座標を書いたメモを入れた瓶を海に流す。
バルケニア島への航海の途中でノーチラス号は座礁してしまい、修理の間、ネッドとコンセイユは付近の島に上陸する。ネッドは援軍を呼ぶためコンセイユと別れるが、島の食人族に見付かりノーチラス号に逃げ戻り、追いかけてきた食人族はネモが仕掛けた電気ショックに驚き退散する。ネモはノーチラス号から逃亡しようとしたネッドを処刑することに決め監禁するが、その日の夜に軍艦と遭遇しノーチラス号が損傷し、さらにクラーケンに襲われる。ネモは船員たちを連れ海上でクラーケンと戦い、食べられそうになったところをネッドに助けられ、彼の処刑を取り止める。
バルケニア島に到着した際、アロナックスはネモにこれ以上人類と戦うのを止めるように説得し、ネモは自身が持つ技術をアロナックスに委ねようか迷っていることを伝える。しかし、ネッドが流した情報を聞きつけた軍隊が島に上陸したことを知ったネモは、技術が軍事利用され争いの火種となることを防ぐため、島を軍隊ごと爆破しようと試みる。ネモは島の居住区に爆破装置を仕掛けるが、ノーチラス号に戻る際に軍隊の銃撃を受けて瀕死の重傷を負い、ノーチラス号も自沈させようとする。船員たちはネモと共に死ぬ運命を受け入れるが、道連れを拒否したネッドはノーチラス号を浮上させ、アロナックスとコンセイユを連れて脱出する。ボートで脱出に成功した3人が振り向くと、バルケニア島は軍隊を巻き込んで大爆発を起こしており、ノーチラス号も時を同じくして海底に沈んでいった。

## 登場人物
アロナックス
本作の主人公で語り部の、海洋生物学者。
連続沈没事故について、新聞の取材の中で「怪物がいるのではないか」と発言したことにされてしまい、それが元でアメリカの調査艦に同乗する。が、ノーチラス号による体当たりによって船が沈没。助手のコンセイユ、銛打ちのランドと共に、ノーチラス号に保護される。
ネモには「仲間のために命を張れる人間」と評価され、最も親しくなる。ネモの過去や、ノーチラス号の秘密の動力についても、彼だけが特別に見せてもらった。彼の論文は、ネモもよく読んでいた。
コンセイユ
アロナックスの助手。
調査艦から投げ出された教授を追って自らも飛び込むなど、教授に対して忠実な男。だが、ノーチラス号に入ってからは、ネモと親しくなるアロナックスと距離が生じ、ランドと共に話す機会も増える。
ネッド・ランド
銛打ちとして調査艦に雇われていた、ギター好きな陽気な男。調査艦の上で歌を披露したり、ノーチラス号に拾われてからも貝殻や骨を使ってギターを自作するほど。血気の盛んなところがあり、度々トラブルを起こす。ネモとは相性が悪い。
銛打ちとしての腕は確かで、ノーチラス号に襲い掛かりネモを食い殺そうとしていたクラーケンを、急所に一発で銛を打ち込んで仕留めた。また、触手に絡めとられたまま海に引きずりこまれたネモを助けたり、潜水するノーチラス号の甲板上にしがみ付き続けるなど、屈強な肉体も持つ。
ネモ艦長
ノーチラス号の艦長。19世紀末としてはありえない技術の結晶であるノーチラス号を作り出した天才科学者。ノーチラス号を操って、世界各国の海で艦船を沈めて回っている。
海底世界を異常に愛しており、反面、地上を嫌悪する。酸素補給と艦船攻撃の際ぐらいしか浮上したり地上に上がったりすることはなく、それ以外の食事や電力などは全て海産物で賄っている。
ある国の軍が秘密裏に開発している孤島で、火薬や武器の開発のための奴隷として使役されていた過去を持つ。異常に地上を嫌悪し、艦船を攻撃するのもそのため。
少なからず常軌を逸した面があるものの、基本的には理知的で紳士的な人物。読書家で、アロナックスの論文を愛読していた。勇敢でもあり、ノーチラス号に巻きついたクラーケンに自ら戦いを挑む。

## キャスト
| 役名                   | 俳優                                  | 日本語吹替                           | 日本語吹替 | 日本語吹替                                                   |
| 役名                   | 俳優                                  | フジテレビ版                         | バンダイ版 | BVHE版                                                       |
| ---------------------- | ------------------------------------- | ------------------------------------ | ---------- | ------------------------------------------------------------ |
| ネッド・ランド         | カーク・ダグラス                      | 宮部昭夫                             | 江原正士   | 岸野幸正                                                     |
| ネモ艦長               | ジェームズ・メイソン                  | 横内正                               | 北村総一朗 | 佐古正人                                                     |
| アロナックス教授       | ポール・ルーカス                      | 加藤和夫                             | 内田稔     | 小川真司                                                     |
| コンセイユ             | ピーター・ローレ                      | 滝口順平                             | 小山武宏   | 龍田直樹                                                     |
| ノーチラスの一等航海士 | ロバート・J・ウィルク                 | 郷里大輔                             | 吉水慶     | 曽我部和恭                                                   |
| ブレティン誌記者       | デイトン・ルーミス （ノンクレジット） | 登場シーンカット                     | 牛山茂     | 曽我部和恭                                                   |
| ファラガット艦長       | テッド・デ・コルシア                  | 加藤治                               | 遠藤征慈   | 西村知道                                                     |
| ジョン・ハワード       | カールトン・ヤング                    | 千田光男                             | 金尾哲夫   |                                                              |
| ビリー                 | J・M・ケリガン                        | 西村知道                             | 吉水慶     | 辻村真人                                                     |
| ポスト誌記者           | ジャック・ガーガン （ノンクレジット） | 秋元羊介                             | 石波義人   | 安西正弘                                                     |
| その他声の出演         |                                       | 村松康雄 西川幾雄 豊泉由樹緒         |            | 平野稔 山下啓介 林一夫 野口絵美 八代駿                       |
| 日本語版制作スタッフ   |                                       |                                      |            |                                                              |
| 演出                   | 演出                                  | 山田悦司                             |            | 大森健次郎                                                   |
| 翻訳                   | 翻訳                                  | トランスグローバル                   |            | 加賀るう                                                     |
| 調整                   | 調整                                  | 杉原日出弥                           |            | 伊藤恭介                                                     |
| 制作                   | 制作                                  | トランスグローバル                   |            | スタジオ・エコー DISNEY CHARACTER VOICES INTERNATIONAL, INC. |
| 初回放送               | 初回放送                              | 1987年8月29日 『ゴールデン洋画劇場』 |            | 現行DVD収録                                                  |

- ポニー版から発売されたビデオには字幕スーパーが収録されている。

## スタッフ
- 製作：ウォルト・ディズニー
- 監督：リチャード・フライシャー
- 原作：ジュール・ヴェルヌ
- 脚本：アール・フェルトン
- 音楽：ポール・J・スミス
- 撮影：フランツ・プラナー
- 編集：エルモ・ウィリアムズ
- 美術デザイン：ハーパー・ゴフ
- 特殊効果：ジョン・ヘンチ、ジョシュア・ミードー
- 美術：ジョン・ミーハン
- セット：エミール・クーリ

## 制作
フランスの小説家ジュール・ヴェルヌの古典SFの名作『海底二万里』の映像化としては、1916年のユニバーサル・ピクチャーズの『海底六万哩』などがあったが、本作は初のスコープ・サイズ、カラー作品で、当時はアニメーション製作を主体としていたウォルト・ディズニーが、実写版として製作した映画である。時代設定や大筋は原作に沿っているが、脚色も加えられ、特に結末は原作と異なったものになっている。原作のノーチラス号は海中から取り出したナトリウムを使用し、ノーチラス号自体を巨大な電池のようにしてエネルギーを得ているのに対し、劇中ノーチラス号は原子力エネルギーであることを暗示しており、本作に込められたテーマである「使い方によって人間に平和も破滅ももたらす科学技術(原子力)」を語っている。また、ネモ船長は劇中では銃で撃たれノーチラス号と共に海に沈んでしまうが、原作では『海底二万里』の後、メイルストロム(大渦巻き)を生き延び、活動を続け、『神秘の島』で再登場し、老衰で亡くなる。
監督のリチャード・フライシャーは1930年代から40年代にかけ、ディズニーにとって最大の競争相手だったアニメ作家マックス・フライシャーの息子である。リチャード・フライシャー自身はドキュメンタリー・フィルムを中心に活動してきた人物で、1947年に "Design for Death" でアカデミー長編ドキュメンタリー映画賞を受賞していた。本作の後、ミクロ化した潜水艇が人体内部を航行するSF映画『ミクロの決死圏』や、大作『トラ・トラ・トラ!』などを手がけている。撮影のフランツ・プラナーは『ローマの休日』の撮影監督で、同作を含め6回アカデミー撮影賞にノミネートされることになる人物であった。また、音楽のポール・J・スミスは『ピノキオ』などの音楽を手がけ、同作でアカデミー作曲賞を受賞している。
特撮は、特殊効果を『シンデレラ』などに参加した、ジョン・ヘンチとジョシュア・ミードーが担当。視覚効果を、『メリー・ポピンズ』でアカデミー視覚効果賞を受賞するピーター・エレンショー、『ロスト・ワールド』にも参加しアカデミー賞の技術効果賞などに3度ノミネートされたラルフ・ハメラスらが担当した。劇中に登場するノーチラス号のデザインは、ハーパー・ゴフによるもので、ディズニーランド・パリにあるディスカバリーランドのアトラクション「ノーチラス号のミステリー」や、東京ディズニーシーの「ミステリアスアイランド」に停泊しているノーチラス号は、その再現である。
撮影は1954年の春に開始され、バハマとジャマイカのネグリルで行われた。いくつかのロケ地は撮影が困難で、400人の技術スタッフが必要とされた。また、クラーケンのシーンは当初夕暮れ時の穏やかな海で撮影されたため、嵐の海でのシーンは新たに撮影し直され、クラーケンを操作するケーブルなどを隠すためにドラマ部分が追加された。

## 評価

### レビュー
ニューヨーク・タイムズのボズレー・クラウザーは「素晴らしく幻想的な作品で、シネマスコープによって色鮮やかに表現されているが、子供にとっては上映時間が長く感じられるだろう」と論評している。また、キャストの好演も高く評価されており、評論家のリチャード・シーカルは自著の中で、ジェームズ・メイソンを「ネモ艦長として素晴らしいキャストだった」と述べている。
映画評論家のスティーブ・ビオドロスキーは、「制作上の問題や技術的な影響もなく、同時期のあらゆる作品よりも優れている。エピソードは作品のテンポを遅らせているが、長所が短所を上回っており、これまでに作られた中で最高のSF映画」と評価している。Rotten Tomatoesでは89%の支持を得ており、「ディズニーが制作した最高の冒険映画である『海底二万哩』は、ジュール・ヴェルヌの古典作品を生き生きと描き出し、特にクラーケンの描写は特徴的だ」とレビューされている。

### 受賞とノミネート
本作は2つのアカデミー賞を受賞し、1つにノミネートされている。一方、ノーチラス号をデザインしたハーパー・ゴフは美術監督組合に加入していなかったため、アカデミー美術賞を受賞することが出来なかった。
- アカデミー美術賞：受賞
- アカデミー視覚効果賞：受賞
- アカデミー編集賞：ノミネート

## リメイク
ウォルト・ディズニー・ピクチャーズは2010年頃の公開を目指して本作のリメイクを進めており、マックGが監督に起用される予定と報じられた。リメイクではノーチラス号を建造する物語が描かれるとも報じられていた。これについて、マックGは「この作品はリチャード・フライシャーの作品よりも小説の精神に近いものとなる。同時にアロナクスが何を求めているのか、どのようにネモ艦長が生まれ、戦うようになったのかが描かれる」とコメントしていた。脚本はビル・マーシリー、ジャスティン・マークス、ランダル・ウォレスが起用された。
マックGはネモ艦長役にウィル・スミスの起用を検討していたが、彼は出演を断ったという。報道では第2候補としてサム・ワーシントンが挙げられているが、具体的な検討はされていないとされる。2009年11月にはマックGが降板したため、企画が中断されている。
2010年に監督をデヴィッド・フィンチャー、脚本をスコット・Z・バーンズが担当してリメイクが行われることが発表され、2012年末には撮影が開始されると推測された。ネッド役にはブラッド・ピットが打診されたが、彼は2013年2月に打診を断っている。
2013年6月より撮影がオーストラリアで行われる予定だったが、2014年まで延期すると発表された。2013年7月17日には、フィンチャーが『ゴーン・ガール』の制作に参加するため監督を降板した。彼はチャニング・テイタムをネッド役に希望していたが、ディズニー側はクリス・ヘムズワースを希望していた。また、リメイク制作のために用意された制作費は『パイレーツ・オブ・カリビアン/最後の海賊』の制作費として活用された。
2016年2月にジェームズ・マンゴールドが監督に起用され、『Captain Nemo』のタイトルで制作されることが発表された。
この他、リメイク映画とは別に2021年にディズニー傘下の定額制動画配信サービスであるDisney+向けに実写ドラマの制作を発表し、既に撮影も完了していたが、2023年8月に本作品の配信公開を行わないことを発表した。